# Isochlora metaphaea
Isochlora metaphaea är en fjärilsart som beskrevs av George Francis Hampson 1906. Isochlora metaphaea ingår i släktet Isochlora och familjen nattflyn. Inga underarter finns listade i Catalogue of Life.